# Gavaudun
Gavaudun település Franciaországban, Lot-et-Garonne megyében. Lakosainak száma 304 fő (2022. január 1.). Gavaudun Lacapelle-Biron, Biron, Paulhiac, Montagnac-sur-Lède, Salles, Cuzorn, Blanquefort-sur-Briolance és Vergt-de-Biron községekkel határos.

## Népesség
A település népességének változása:
| Lakosok száma | 276  | 269  | 287  | 279  | 289  | 283  | 284  | 291  | 295  | 304  |
|               | 1968 | 1982 | 1990 | 2006 | 2013 | 2015 | 2017 | 2019 | 2020 | 2022 |